# Česká včela
Česká včela (tehdy psáno Česká wčela) byl český časopis – příloha Pražských novin (1825–1864). Časopis vycházel od 7. ledna 1834 do 31. prosince 1847. Na jeho obsahu se podílelo mnoho významných osobností. Mezi jinými Karel Havlíček Borovský, František Ladislav Čelakovský, Božena Němcová, Václav Bolemír Nebeský, Karel Slavoj Amerling, Jan Krouský a mnozí další. Od počátku roku 1848 nahradil Českou včelu časopis Včela.